# Котенко Сергій Леонідович
Сергі́й Леоні́дович Коте́нко (16 липня 1967, м. Гайсин, Вінницька область, Українська РСР, СРСР — 9 березня 2022, під м. Запоріжжя, Україна) — український військовослужбовець, полковник Збройних сил України, учасник російсько-української війни, який відзначився під час відбиття російського вторгнення в Україну. Герой України (2022, посмертно).

## Життєпис
Сергій Котенко народився 16 липня 1967 року в місті Гайсині Вінницької області.
1989 року закінчив Кам'янець-Подільське вище військове інженерне командне училище. Проходив службу на інженерних посадах, був направлений на службу в м. Мирний в Якутії. Від 1992 року проживав із родиною в м. Гайсині. Був командиром взводу, очолював навчальний курс. Прослужив в армії 22 роки.
У 2014—2015 роках очолював Гайсинську РДА, згодом повернувся на військову службу.
Командир батальйону 9 ОМПБ «Вінницькі скіфи». Брав участь в Антитерористичній операції та Операції Об'єднаних сил на сході України. Військовий позивний — «Ратибор». Тримав рубежі м. Попасна Луганської області (2015—2016), с. Водяне Донецької області (2017—2018), смт Станиця Луганська Луганської області (2019—2020), поряд із м. Світлодарськ Донецької області (2020—2021).
З 24 лютого 2022 року брав участь у російсько-українській війні. Завдяки його мужнім діям та особистій рішучості знищено кілька колон ворожої техніки.
Загинув 9 березня 2022 року в бою з російськими окупантами під Запоріжжям. Похований 11 березня у місті Гайсин Вінницької області. За два дні до цього, у боях під Миколаєвом, поліг його брат — Олександр Котенко, який служив у батальйоні «Айдар».
У Сергія Котенка залишився син Ростислав, також офіцер Збройних сил України, та онук.
19 січня 2024 року під час церемонії у Маріїнському палаці Президент України Володимир Зеленський вручив 30 сертифікатів на отримання квартир військовослужбовцям Сил оборони, яким присвоєно звання Героя України, та родинам полеглих Героїв; один із сертифікатів було вручено рідним полковника Сергія Котенка.

## Нагороди
- звання «Герой України» з удостоєнням ордена «Золота Зірка» (16 березня 2022, посмертно) — за особисту мужність і героїзм, виявлені у захисті державного суверенітету та територіальної цілісності України, вірність військовій присязі[5].
- орден Богдана Хмельницького III ступеня (2019) — за значні особисті заслуги у захисті державного суверенітету та територіальної цілісності України, громадянську мужність, самовідданість у відстоюванні конституційних засад демократії, прав і свобод людини, вагомий внесок у культурно-освітній розвиток держави, активну волонтерську діяльність[6].
- Медаль за 5, 10, 15, 20 років сумлінної служби[джерело?].
- Медаль ветеран війни 25 років сумлінної служби[джерело?].
- Нагрудний знак за воїнську доблесть і честь[джерело?].
- Нагрудний знак за зміцнення обороноздатності України[джерело?].
- Медаль 10 років ЗСУ[джерело?].
- Нагрудний знак Учасник АТО[джерело?].
- Нагрудний знак козацький хрест 1, 3, ступенів[джерело?].
- Нагрудний знак за воїнську доблесть[джерело?].

## Вшанування пам'яті
- 29 квітня 2022 року рішенням Вінницької міської ради були перейменовані: вулиця Кутузова на вулицю Братів Котенків; провулок Кутузова на провулок Братів Котенків[7].